# Yrkeshögskolan Sydväst

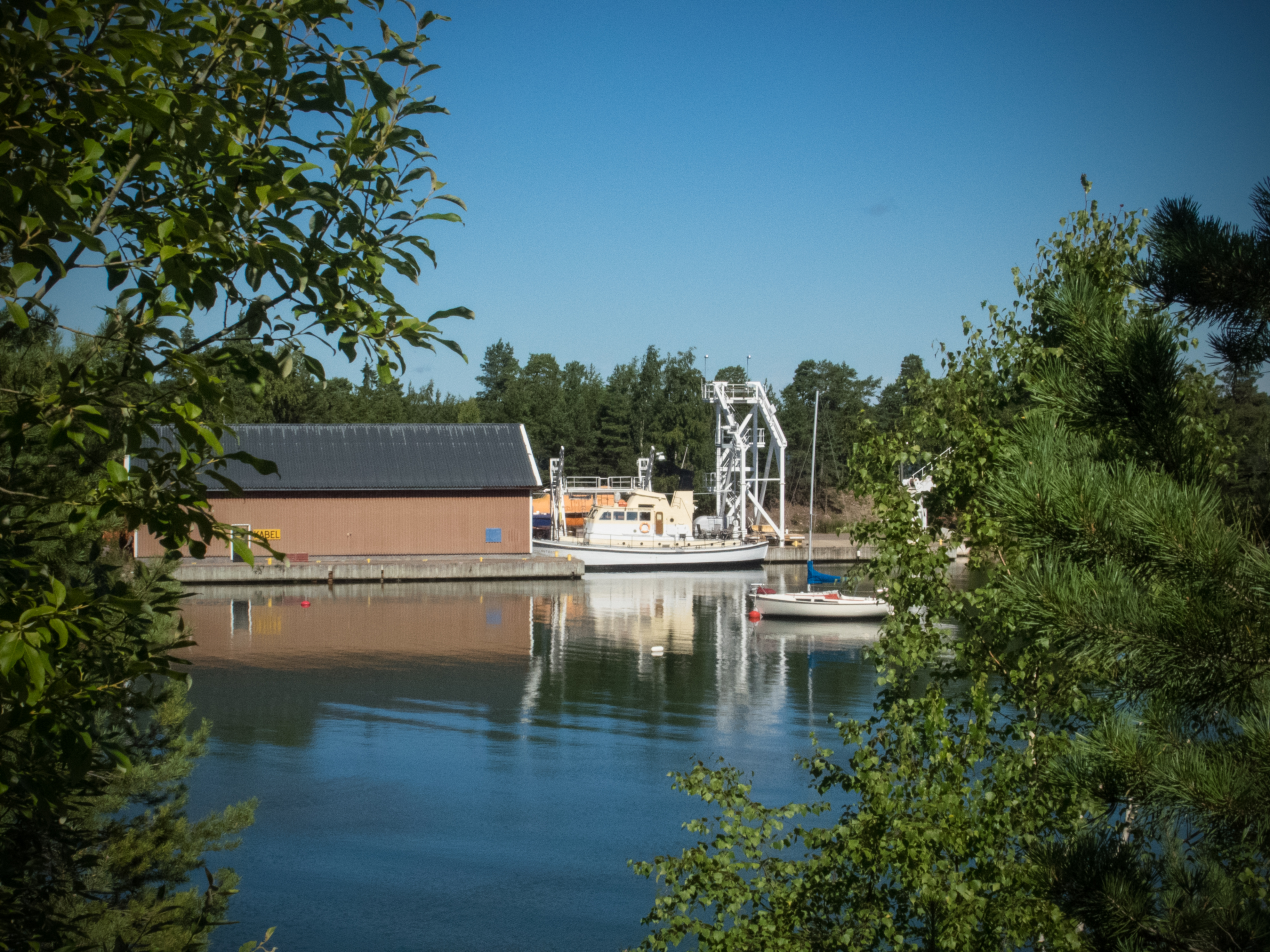
Airisto Center var ett sjöräddningsutbildningscenter under sjöfartssektorenheten vid Yrkeshögskolan Sydväst på Stormälö Pargas

Yrkeshögskolan Sydväst var en finländsk yrkeshögskola med undervisning på svenska i Ekenäs i Nyland.
Yrkeshögskolan Sydväst grundades 1996 genom en sammanslagning av 13 finlandssvenska läroinrättningar. Den hade huvudcampus i Ekenäs och Åbo och verksamhet också i Esbo (Solvalla-Finns) och i Helsingfors. Den drev tillsammans med Åbo Akademi forskningsenheten Aronia i Ekenäs.
År 2007 hade Yrkeshögskolan Sydväst omkring 1 900 studerande.
Yrkeshögskolan Sydväst slogs 2008 samman med Svenska yrkeshögskolan, som hade sin verksamhet i Vasa, Nykarleby och Jakobstad, till Yrkeshögskolan Novia.